# Борсук, Кароль
Ка́роль Бо́рсук (8 мая 1905 — 24 января 1982) — польский математик, внёс значительный вклад в топологию.
Разработал теорию абсолютных ретрактов и абсолютных окрестностных ретрактов, а также группы когомологий, позднее названные группами Борсука — Спеньера (совместно с Эдвином Спеньером). Доказав в 1933 году классическую теорему алгебраической топологии, ставшую известной как теорема Борсука — Улама (сам Борсук атрибутировал утверждение теоремы Станиславу Уламу), предложил далеко идущее обобщение одного из её следствий — гипотезу Борсука, попытки найти доказательство которого сыграли ключевую роль в развитии комбинаторной геометрии XX века (в 1993 году гипотеза была опровергнута).
Докторскую степень получил в Варшавском университете в 1930 году под руководством Стефана Мазуркевича. Во время нацистской оккупации Польши участвовал в работе подпольного университета. В 1946 году занял пост профессора Варшавского университета. В 1952 году стал членом Польской академии наук.
Наиболее известный ученик — сооснователь гомологической алгебры и теории категорий Самуэль Эйленберг.

## Избранная библиография
- Geometria analityczna w n wymiarach (1950)
- Podstawy geometrii (1955)
- Foundations of Geometry (1960) with Wanda Szmielew, North Holland publisher
- Theory of Retracts (1966, перевод на русский — Борсук К. Теория ретрактов. — М.: Мир, 1971. — 291 с.)
- Theory of Shape (1975)